# Zabytek nieruchomy

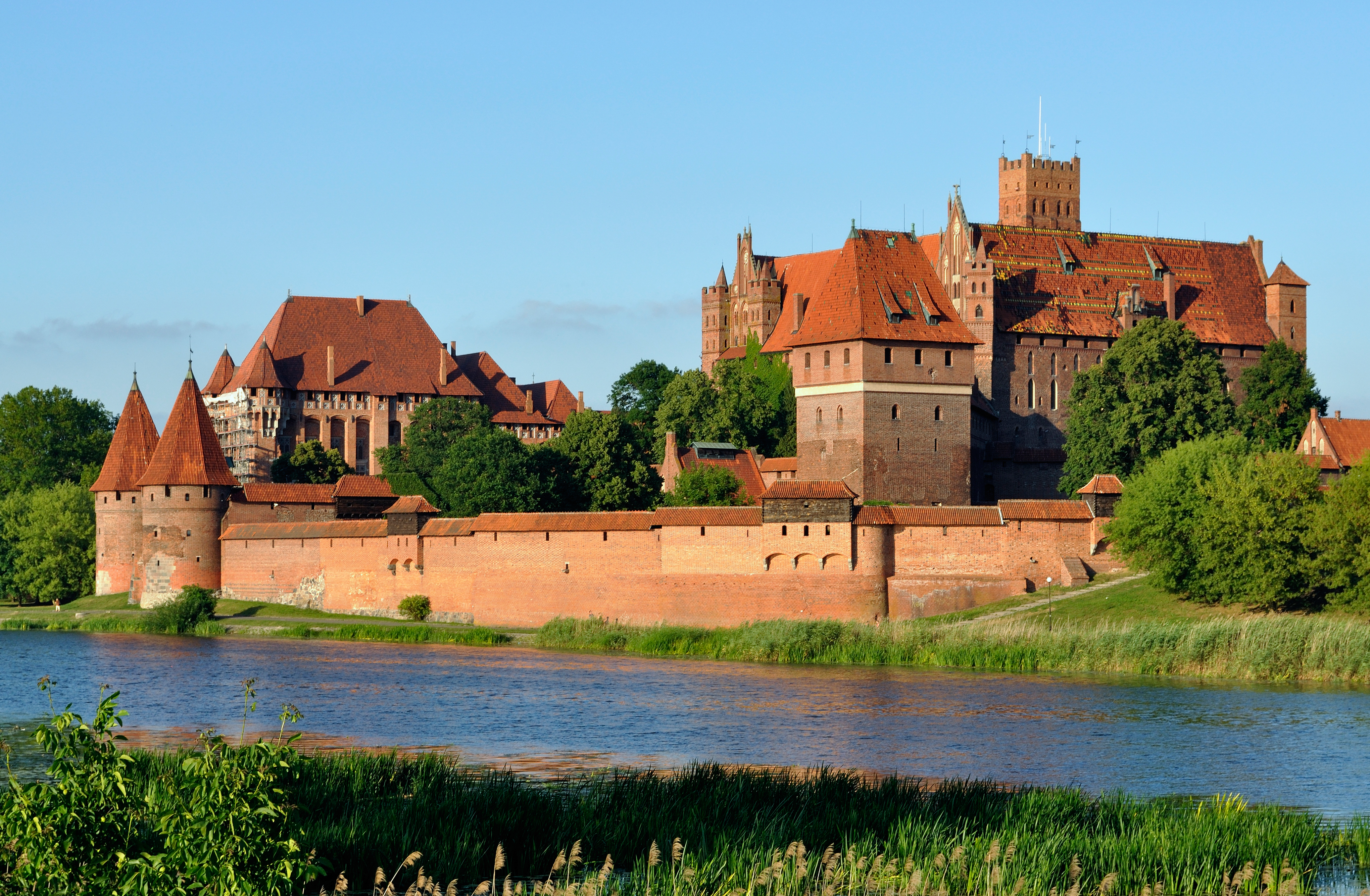
Zamek w Malborku (2010)

Zabytek nieruchomy – polski zabytek (zob. ochrona zabytków w Polsce), odnotowywany w rejestrze zabytków, w księdze-kategorii A.
Według ustawowej definicji jest to: nieruchomość, jej część lub zespół nieruchomości będące dziełem człowieka lub związane z jego działalnością i stanowiące świadectwo minionej epoki bądź zdarzenia, których zachowanie leży w interesie społecznym ze względu na posiadaną wartość historyczną, artystyczną lub naukową.
Wybrane rodzaje zabytków nieruchomych: urbanistyczne, sakralne (np. kościoły), obronne, przemysłowe, gospodarcze, mieszkalne (w tym dwory i pałace), obiekty użyteczności publicznej, obiekty komunikacyjne, cmentarze, zieleń, mała architektura. Liczba zabytków nieruchomych w Polsce wynosi 79939 (stan na 10 lipca 2023).